# Nectria discophora
Nectria discophora är en svampart som beskrevs av Mont. 1850. Nectria discophora ingår i släktet Nectria och familjen Nectriaceae.   Inga underarter finns listade i Catalogue of Life.